# 金竹畲族乡
金竹畲族乡是中华人民共和国江西省抚州市乐安县下辖的一个民族乡。

## 行政区划
金竹畲族乡下辖以下村级行政区划单位：
坪溪村、严杭村、引水村、大通村、徐庄村、金竹村、联村、流舍村、半坪村和深口村。